# Elecciones generales del Imperio otomano de 1877
Las primeras elecciones generales de la historia del Imperio Otomano se celebraron dos veces en 1877, tras la redacción de una constitución que convertía al país en una monarquía constitucional, iniciando la llamada "Primera Era Constitucional". El Primer Parlamento duró solo tres meses y se disolvió, convocándose nuevamente a elecciones a final de ese año.

## Sistema electoral

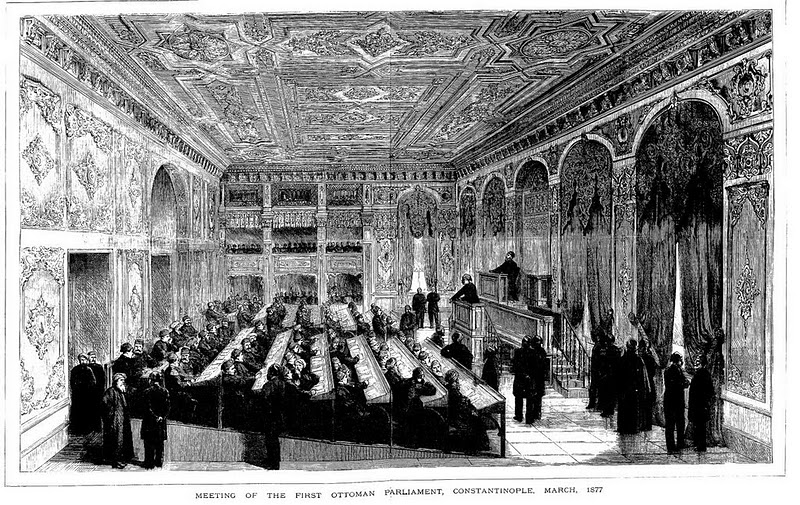
Reunión del primer parlamento otomano en marzo de 1877.

La primera ley electoral fue promulgada el 29 de octubre de 1876. El 24 de diciembre, se promulgó una nueva constitución que preveía un Parlamento bicameral, con un Senado elegido por el Sultán, y una Cámara de Diputados elegida por voto popular. Solo los hombres turcos de treinta años que cumplían con todos los derechos civiles podían presentarse para las elecciones. Uno podía ser descalificado por tener doble nacionalidad, ser empleado de un gobierno extranjero, estar en quiebra, trabajar como sirviente, o tener "notoriedad por malas acciones".

## Primera y segunda elección
El parlamento fue finalmente convocado el 29 de marzo de 1877 con una duración de tres meses y fue clausurado el 28 de junio, con una extensión de tres días dispuesta por el Sultán Abdul Hamid II. Se decidió llamar nuevamente a elecciones al finalizar ese año.
El artículo 119 de la constitución requería una nueva ley electoral que estuviera lista en el momento de las segundas elecciones. Sin embargo, a pesar de que había sido aprobada por la Cámara de Diputados, todavía estaba en discusión en el Senado, y no se había convertido en ley, por lo que las segundas elecciones se realizaron con el mismo método que las anteriores.

## Consecuencias
El segundo parlamento electo se reunió finalmente el 13 de diciembre de 1877. Sin embargo, fue disuelto unilateralmente por el Sultán el 14 de febrero de 1878, poniendo bajo pretexto la guerra contra Rusia. El Imperio otomano se mantuvo desde entonces de nuevo como monarquía absoluta y no se volvería a llamar a elecciones hasta 1908.